# Acronicta korealni
Acronicta korealni är en fjärilsart som beskrevs av Felix Bryk 1948. Acronicta korealni ingår i släktet Acronicta och familjen nattflyn. Inga underarter finns listade i Catalogue of Life.